# 宇和島市営闘牛場
宇和島市営闘牛場（うわじましえいとうぎゅうじょう）は、愛媛県宇和島市にある闘牛場である。正式名称は宇和島市営闘牛場(体育館)。
宇和島市には和霊土俵という闘牛場が存在したが、第二次世界大戦後にGHQによって闘牛が禁止された。その後宇和島の闘牛は復活したが、レジャーの多様化により再び存続の危機となり、打開策として1950年代後半から1960年代前半にかけて「南予闘牛振興会」（宇和島市）、「南宇和郡闘牛組合」（南宇和郡）が設立された。1975年、丸山公園内に完成した。ドーム型の闘牛場は全国でも珍しく、年に5回行われる定期闘牛大会、毎年4月29日に行われる日本相撲連盟主催の全日本大学選抜相撲宇和島大会、そして観光闘牛のために使用されている。

## 定期闘牛大会
- 1月2日（正月場所）
- 4月第1日曜日（4月場所）
- 7月24日（和霊大祭7月場所）
- 8月14日（お盆場所）
- 10月第4日曜日（秋場所）